# Sympetrum tibiale
Sympetrum tibiale – gatunek ważki z rodziny ważkowatych (Libellulidae).